# 虹の輝き
「広島県スポーツ賛歌 虹の輝き」（ひろしまけんスポーツさんか にじのかがやき）は、日本の都道府県の一つ、広島県の体育歌である。作詞・高橋玄洋、作曲・細川俊夫。

## 解説
1996年（平成8年）開催の第51回国民体育大会（ひろしま国体）に合わせて国体実行委員会が県にゆかりの深い専門家を特に指名し、作成された。最初の演奏は1994年（平成6年）11月20日の県民体育大会総合開会式で行われ、以後も毎年1月に開催される天皇盃全国都道府県対抗男子駅伝競走大会開会式や国体の県選手団結団式などで不定期に演奏されている。
広島県は県民歌を制定していないため、スポーツ関連の行事に限定してではあるが県旗の掲揚に際しては本曲が代用曲とされている。本曲の他には毎年8月6日開催の広島平和記念式典で演奏される「ひろしま平和の歌」が県民歌の代用曲とされる場合があり、1995年（平成7年）に豊田郡本郷町（現三原市）を会場として開催された第46回全国植樹祭では「ひろしま平和の歌」が未制定の県民歌に代えて演奏された。ただし「ひろしま平和の歌」の制定主体は、広島県ではなく広島市である。